# Centraal Nieuw-Guinea (afdeling)

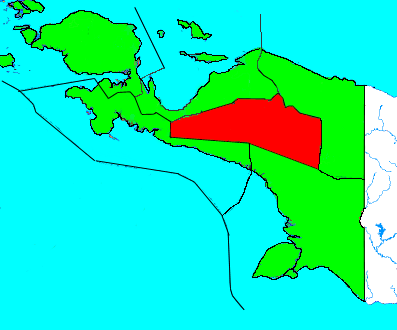
De ligging van Centraal Nieuw-Guinea

De Afdeling Centraal Nieuw-Guinea was een van de zes afdelingen waarin Nederlands-Nieuw-Guinea was verdeeld. De Afdeling Centraal Nieuw-Guinea was de enige afdeling die niet aan de kust lag. Het was, zoals de naam al suggereert, centraal gelegen en besloeg grofweg het gebied van het Nassaugebergte (nu Sudirmangebergte genaamd), waarin ook de Baliemvallei gelegen is.
De hoofdplaats en zetel van de resident was niet in de afdeling zelf, maar in Biak. Het geschatte inwonertal van de afdeling was 52.000c (schatting 1955). Hiervan waren er 11.000 geregistreerd, waarvan de meesten Papoea's waren. De Nederlandse overheid schatte dat er nog 41.000 mensen in het gebied woonden.
In dit gebied vond in 1956 de Obano-opstand plaats.
De Afdeling Centraal Nieuw-Guinea was bestuurlijk verdeeld in een onderafdeling:
- Wisselmeren (hoofdplaats: Enarotali)

En twee exploratieressorten:
- West Bergland
- Midden Bergland

Hollandia · Geelvinkbaai · Centraal Nieuw-Guinea · West Nieuw-Guinea · Fak-Fak · Zuid Nieuw-Guinea